# Concejo Municipal de Ventanas
El Concejo Cantonal de Ventanas es el depositario del poder legislativo del cantón Ventanas. Es un órgano unicameral, compuesto por los ediles elegidos mediante sufragio.
Este organismo se compone de siete concejales que representan las distintas áreas de la ciudad de Ventanas y sus correspondientes zonas rurales, según lo establecido en la Ley de Régimen Municipal.
Cada concejal tiene un suplente que ejercerá funciones temporalmente en ausencia o cese de funciones del edil principal.
Al tomar posesión de sus cargos, inmediatamente se levanta una sesión del Concejo para elegir de entre sus integrantes al designado como vicealcalde, así también se organizan las diferentes comisiones municipales.

## Conformación del Concejo
El concejo cantonal de Ventanas que ejerce durante el período 2023 - 2027, está conformado de la siguiente manera:
| Dignidad      | Dignidad      | Nombre del titular (2023 - 2027) | Nombre del titular (2023 - 2027) | Partido | Partido | Bancada                        |
| ------------- | ------------- | -------------------------------- | -------------------------------- | ------- | ------- | ------------------------------ |
| Alcalde       | Alcalde       |                                  | Carlos Carriel Abad              |         | RC      | RC                             |
| Vicealcaldesa | Vicealcaldesa |                                  | Sasha Castro Mocerrate           |         | PSC     | Ventanas Crece con el Equipazo |

| Distrito           | Concejal Principal       | Partido | Partido | Bancada                        |
| ------------------ | ------------------------ | ------- | ------- | ------------------------------ |
| Concejales Urbanos | Daniel Jara Contreras    |         | PSC     | Ventanas Crece con el Equipazo |
| Concejales Urbanos | Ivette Ledesma Dávila    |         | PSC     | Ventanas Crece con el Equipazo |
| Concejales Urbanos | Geovanny Vega Baux       |         | RC      | RC                             |
| Concejales Urbanos | Julio Sisa Pereira       |         | Ind.    | Sin Bancada                    |
| Concejales Urbanos | Lucrecia Velarde Sandoya |         | CD      | Unidos por los Ríos            |
| Concejales Rurales | Sasha Castro Mocerrate   |         | PSC     | Ventanas Crece con el Equipazo |
| Concejales Rurales | Roberto Wellington Rea   |         | RC      | RC                             |